# ウダイ・シング2世
ウダイ・シング2世（Udai Singh II, 1522年8月4日 - 1572年3月3日）は、北インドのラージャスターン地方、メーワール王国の君主（在位：1537年 - 1572年）。

## 生涯
1522年8月4日、メーワール王国の君主サングラーム・シングの息子として、チットールガルで誕生した。
1534年、首都チットールガルがグジャラート・スルターン朝に包囲された際、ウダイ・シングはブーンディーに避難していた。
1537年、兄王ヴィクラマーディティヤ・シングがバンビール・シングに殺害されたことにより、王位を継承した。とはいえ、ウダイ・シングがバンビール・シングを打倒するまでの3年後の1540年まで、戴冠式を行うことはできなかった。
1567年10月、ムガル帝国の皇帝アクバルにより、首都チットールガルが包囲された（チットールガル包囲戦）。ウダイ・シング2世は帝国に服属を拒み続けており、アクバルもまたこの地を落とさなければ、ほかのラージプート諸王国に宗主権を認めさせることはできないと理解していた。
1568年2月、チットールガルは長い包囲戦の末に陥落し、ラージプートの戦士らは玉砕し果て、城にいた農民など大勢の人々が殺害された。だが、ウダイ・シング2世は丘陵地帯に逃げており、チットール陥落後はウダイプルをメーワール王国の新都と定めた。
1572年3月3日、ウダイ・シング2世はゴグンダで死亡した。。死後、息子のプラタープ・シングが王位を継承した。